# التصويت الوطني لعقوبة الإعدام
التصويت الوطني لعقوبة الإعدام (بالكورية: 국민사형투표)؛ هو مسلسل تلفزيوني كوري جنوبي، من بطولة بارك هاي جين، بارك سونغ-وونغ، ليم جي ايون. عرض على قناة إس بي إس في 10 اغسطس الى 16 نوفمبر 2023، تم بثه بنظام حلقة كل يوم الخميس.

## القصة
عندما يتجنب المجرمون البشعون العقاب من القانون، يتلقى جميع المواطنين الذين تزيد أعمارهم عن 18 عامًا رسالة نصية تستطلع رأيهم حول ما إذا كان ينبغي أن يحصل هذا الشخص عقوبة الإعدام. إذا كان التصويت الوطني أكثر من 50٪ لصالح عقوبة الإعدام، فإن هذا الشخص يقتل بواسطة دوج ماسك (هوية دوج ماسك غير معروفة). في هذه الأثناء، تطارد الشرطة دوج ماسك.

## الطاقم
- بارك هاي جين في دور كيم مو تشان[9]

رئيس الفريق الأول لوحدة التحقيق الإقليمية التابعة لقيادة شرطة المحافظة الجنوبية.
- بارك سونغ-وونغ في دور كوون سيوك جو[9]

نزيل سجن طويل الأمد سلم نفسه بعد أن قتل شخصيا اغتصب ابنته البالغة من العمر ثماني سنوات.
- ليم جي يون في دور جو هيون[9]

ضابطة شرطة منذ خمس سنوات في مكتب السلامة على الإنترنت التابع لقيادة شرطة العاصمة سيول.

### داعم
- كيم يو مي  في دور مين جي يونج: مرشح رئاسي.[10]
- شين جونغ جيون في دور تشوي جين سو: ضابط شرطة مخضرم لعشرين عامًا وشريك مو تشان[11]
- كيم-كوون في دور لي مين سو: مدرس في مدرسة ثانوية.[11]
- تشوي يو هوا في دور تشاي دوهي، صحفية سابقاً، الان هي مضيفة[12]
- سيو يونغ جو في دوركيم جي هون: طالب في المدرسة الثانوية.[13]
- كوون آه ريوم في دور جوو-مين: أخت هيون الصغرى.[13]
- غو جيو هان في دور جور-دان: زميل هيون الذي يعمل مفتشًا في مكتب الأمان على الإنترنت في SMPA.[14]
- كون دو- هيونغ في دور سانغ-جاي: عضو في قسم التحقيق الخاص.[15]
- اوه ها-ني في دور كانغ يون جي: ضابط شرطة وبطلة التايكواندو سابقا.[16]

## المشاهدات
| الموسم | الموسم | رقم الحلقة | رقم الحلقة | رقم الحلقة | رقم الحلقة | رقم الحلقة | رقم الحلقة | رقم الحلقة | رقم الحلقة | رقم الحلقة | رقم الحلقة | رقم الحلقة | رقم الحلقة | المتوسط |
| الموسم | الموسم | 1          | 2          | 3          | 4          | 5          | 6          | 7          | 8          | 9          | 10         | 11         | 12         | المتوسط |
| ------ | ------ | ---------- | ---------- | ---------- | ---------- | ---------- | ---------- | ---------- | ---------- | ---------- | ---------- | ---------- | ---------- | ------- |
|        | 1      | 844        | 690        | 794        | 759        | 620        | 720        | 600        | 606        | 559        | 594        | 659        | 556        | 667     |

| الحلقات | تاريخ البث     | تقييمات "نيلسن كوريا" | تقييمات "نيلسن كوريا" |
| الحلقات | تاريخ البث     | على الصعيد الوطني     | سيئول                 |
| ------- | -------------- | --------------------- | --------------------- |
| 1       | 10 اغسطس 2023  | 4.1%                  | 4.1%                  |
| 2       | 17 اغسطس 2023  | 3.8%                  | 3.9%                  |
| 3       | 24 اغسطس 2023  | 4.1%                  | 4.0%                  |
| 4       | 31 اغسطس 2023  | 4.1%                  | 4.3%                  |
| 5       | 7 سبتمبر 2023  | 3.4%                  | 3.1%                  |
| 6       | 14 سبتمبر 2023 | 4.1%                  | 4.4%                  |
| 7       | 21 سبتمبر 2023 | 3.1%                  | 3.0%                  |
| 8       | 12 اكتوبر 2023 | 2.8%                  | 3.2%                  |
| 9       | 19 أكتوبر 2023 | 2.7%                  | 3.0%                  |
| 10      | 26 أكتوبر 2023 | 3.2%                  | 3.2%                  |
| 11      | 9 نوفمبر 2023  | 3.3%                  | 3.7%                  |
| 12      | 16 نوفمبر 2023 | 3.1%                  | 2.9%                  |
| متوسط   | متوسط          | 3.5%                  | 3.5%                  |

## الإنتاج

### صناعة
في 31 مارس 2023، أعلنت شركة الإنتاج بان إنترتينمنت انها قد وقعت عقد إنتاج وتوريد مع قسم الدراما استوديو  اس بي اس "" لمسلسل "التصويت الوطني لعقوبة الإعدام" بقيمة 15.36 مليار وون. المسلسل من كتابة جو يون-يونغ التي كتبت مسلسل رجل الساندريلا (2009)، أحباء القمر (2016).
في الاصل، المسلسل هو دراما الاثنين والثلاثاء، ولكن نظراً لالغاء قناة اس بي اس فترة عرض المسلسلات في هذه الفترة، قرر تنظيم المسلسل حلقتين كل يوم الخميس. في 10 اغسطس 2023 ، اعلنت اس بي اس عن عرض المسلسل حلقة واحدة في الاسبوع.

### طاقم
في 27 ديسمبر 2022 ، تم تاكيد الطاقم الرئيسي للمسلسل، بارك هاي جين، بارك سونغ وونغ، ليم جي ايون.

## روابط خارجية
- الموقع الرسمي
 باللغة الكورية
- التصويت الوطني لعقوبة الإعدام على موقع IMDb (الإنجليزية)
- التصويت الوطني لعقوبة الإعدام على موقع قاعدة بيانات الفيلم (الإنجليزية)
- التصويت الوطني لعقوبة الإعدام على هانسينما